# Ogar (Insel)
Ogar (indonesisch Pulau Ugar) ist eine kleine Insel vor der Küste der Fakfakhalbinsel im Westen von Neuguinea.

## Geographie
Die Insel liegt im Süden der Berau-Bucht und gehört zum indonesischen Regierungsbezirk Fakfak (Provinz Papua Barat). Östlich befindet sich die kleinere Nachbarinsel Arguni. Weitere Inselchen liegen südlich und westlich von Ogar. Gegenüber von Ogar befindet sich auf der Fakfakhalbinsel der Ort Kokas. Im Nordwesten von Ogar liegt ein kleines Dorf.